# Jan Śrutwa

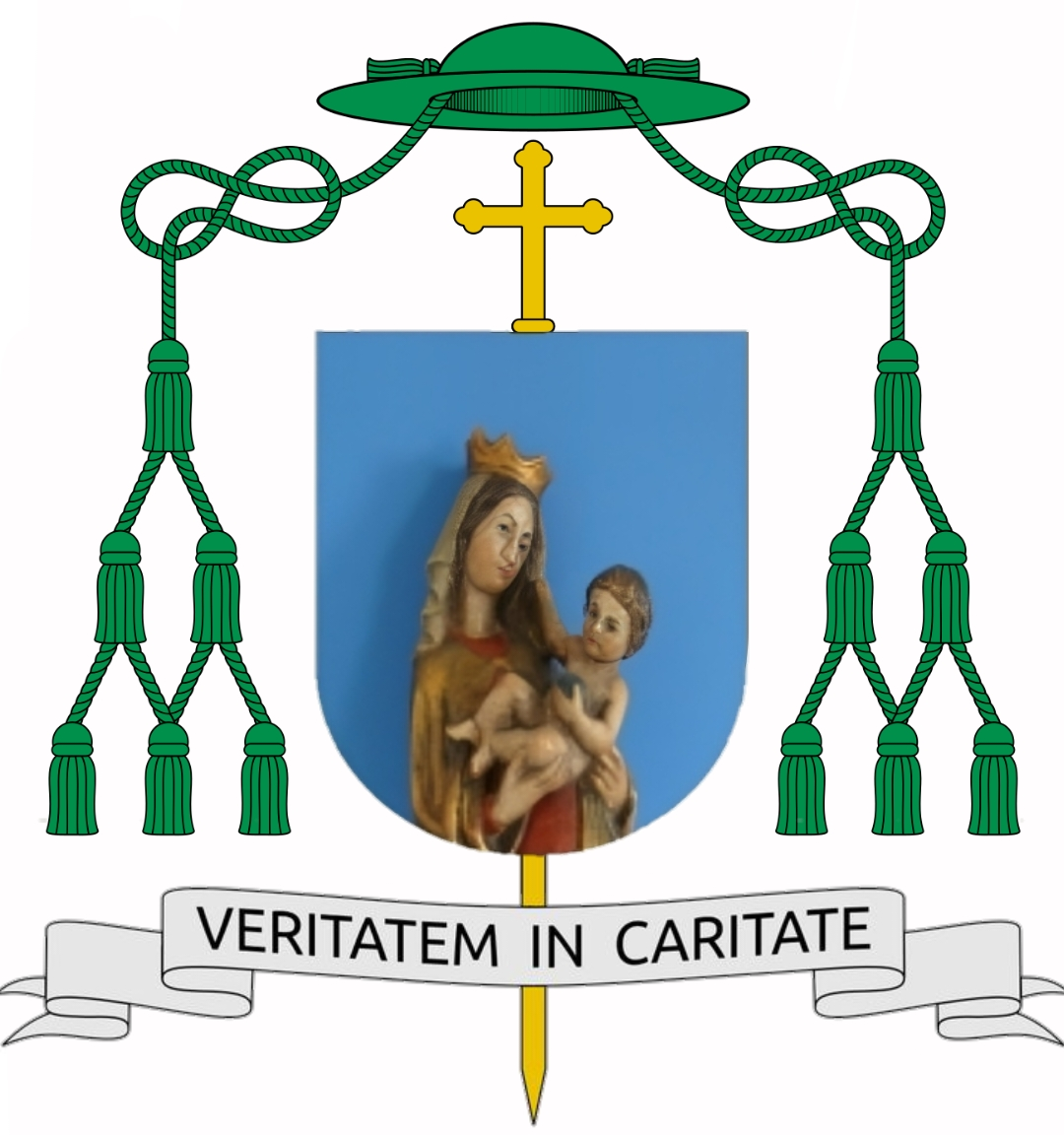
Bischofswappen von Jan Śrutwa

Jan Śrutwa (* 1. Dezember 1940 in Obern-Maidan, heute Ortsteil von Tomaszów Lubelski, Generalgouvernement) war von 1992 bis 2006 Bischof von Zamość-Lubaczów (pol: Zamojsko-Lubaczowska).

## Leben
Nach dem Abitur in Tomaszów Lubtrat trat Jan Śrutwa 1958 in das Priesterseminar von Lublin ein. Am 31. Mai 1964 empfing er durch Piotr Kalwy, den Bischof von Lublin, das Sakrament der Priesterweihe. Nach einer Vikarzeit begann er 1969 ein dreijähriges Fachstudium an der Theologischen Fakultät der Katholischen Universität Lublin. Zum weiteren Studium ging er von 1973 bis 1975 nach Rom und machte ein Lizenziat in christlicher Archäologie. Zurück in Polen wurde er Präfekt am Priesterseminar in Lublin und von 1976 bis 1981 Rektor der Theologischen Fakultät der Universität Lublin.
Am 25. Juli 1984 ernannte ihn Papst Johannes Paul II. zum Weihbischof in Lublin und Titularbischof von Liberalia. Die Bischofsweihe spendete ihm am 1. September 1984 der polnische Primas, Józef Kardinal Glemp, Erzbischof von Warschau und Gnesen in der Kathedrale von Lublin. Mitkonsekratoren waren der Bischof von Lublin, Bolesław Pylak, und Piotr Hemperek, Weihbischof in Lublin. Im polnischen Episkopat war er in den Jahren 1986 bis 1989 Vorsitzender des Ausschusses für kirchliche Kunst.
Am 25. März 1992 ernannte ihn Papst Johannes Paul II. zum ersten Bischof des neu gegründeten Bistums Zamość-Lubaczów.
Am 21. Mai 1997 wurde er Mitglied der Kongregation für die orientalischen Kirchen (Päpstlichen Kommission für das kulturelle Erbe).
Am 5. August 2006 emeritierte Jan Śrutwa als Bischof von Zamość-Lubaczów.